# Voice in the Wind
Voice in the Wind (Brasil: Uma Voz na Tormenta / Portugal: Um Grito na Tormenta) é um filme norte-americano de 1944, do gênero drama, dirigido por Arthur Ripley e estrelado por Francis Lederer e Sigrid Gurie.
O filme é uma singela produção, que merece crédito por ir contra a linha de montagem hollywoodiana, pois, como teria dito certo crítico, "pode ser descrito como um daqueles filmes considerados brilhantes porque todo mundo morre no final".

## Sinopse
Na ilha de Guadalupe, um pianista enlouquecido, Jan Volny, toca em um bar à beira da praia. Ele já foi um virtuoso tcheco, mas perdeu a memória após ser torturado pelos nazistas. Sua namorada, que pensou que nunca mais o veria de novo, jaz doente na mesma ilha. Ela o ouve tocar e vai a seu encontro, mas ele é esfaqueado em uma briga e ambos morrem nos braços um do outro.

## Premiações
| Patrocinador                                  | Prêmio | Categoria                                                              | Situação |
| --------------------------------------------- | ------ | ---------------------------------------------------------------------- | -------- |
| Academia de Artes e Ciências Cinematográficas | Oscar  | Melhor Mixagem de Som Melhor Trilha Sonora Original (drama ou comédia) | Indicado |

## Elenco
| Ator/Atriz         | Personagem                       |
| ------------------ | -------------------------------- |
| Francis Lederer    | Jan Volny                        |
| Sigrid Gurie       | Marya Volny                      |
| J. Edward Bromberg | Doutor Hoffman                   |
| J. Carrol Naish    | Luigi                            |
| Alexander Granach  | Angelo                           |
| David Cota         | Marco                            |
| Olga Fabian        | Anna Hoffman                     |
| Howard Johnson     | Capitão Hans Hermann von Neubach |
| Hans Schumm        | Piesecke                         |
| Luis Alberni       | Bartender                        |
| George Sorel       | Detetive                         |
| Martin Garralaga   | Policial                         |
| Jacqueline Dalya   | Moça portuguesa                  |
| Rudolf Myzet       | Novak                            |
| Fred Nurney        | Vasek                            |